# Arboretum de Vendresse
El Arboreto de Vendresse (francés: Arboretum de Vendresse también conocido como l’Arboretum du Bois de la Vierge), es un arboreto de 4,4 km² de extensión, que se encuentra en Vendresse, Francia.

## Localización
El arboreto se encuentra un poco al norte de la aldea, en el bosque de Vendresse.
Para llegar desde la plaza del ayuntamiento Vendresse tomar hacia el norte, la calle "rue de la halle", y salir fuera de la ciudad. En la parte superior de la calle, tomar el camino "chemin du bois de la Vierge". El arboreto está empezando el bosque.
Está abierto todos los días.
La ruta de "chemin du bois de la Vierge" proporciona acceso a una cresta dando vista sobre el río Bar.
Arboretum de Vendresse Forêt domaniale de Vendresse Vendresse CP 08160, Code INSEE 08469 Département du Ardennes-Ardenas, Champagne-Ardenne-Champaña-Ardenas, France-Francia.
Está abierto al público los sábados de los meses cálidos del año la entrada es gratuita.

## Historia
El arboretum fue creado en 1912 par Pol Bouin. Él adquirió este terreno forestal para cazar: 191 hectáreas en 1912 y 249 hectáreas suplementarias en 1922.
Se plantaron especies exóticas, incluyendo abeto de Douglas. Algunos años antes, fueron creados arboretos en las Ardenas belgas en Gedinne por ejemplo, para tratar de identificar las especies exóticas que pudieran emplearse de manera significativa en la producción de madera en la zona.
A partir de 1948, después de haber dejado su actividad científica, Pol Bouin había regresado a vivir con orgullo a Vendresse y seguir la evolución de sus plantaciones y tamaño de los árboles.
Después de su muerte en 1962, la finca fue adquirida inicialmente por la « société des Hauts fourneaux de la Chiers» (Sociedad de Altos Hornos de Chiers) en 1964 y se convirtió en un « forêt domaniale» bosque propiedad del Estado administrado por « Office national des forêts».

## Colecciones
Actualmente el arboreto alberga variedades de especies de árboles, locales o no, y en el pie de cada árbol, las indicaciones de la variedad.
Incluyen especies como Carpinus betulus), Acer pseudoplatanus, Quercus petraea, Quercus rubra, Abies alba, Fraxinus excelsior, Fagus sylvatica, Betula pendula, Tilia cordata, Castanea sativa, Cedrus atlantica,  Sorbus torminalis, Robinia pseudoacacia, Chamaecyparis lawsoniana, Abies grandis.
Algunos detalles en el "Arboretum de Vendresse".

Detalles
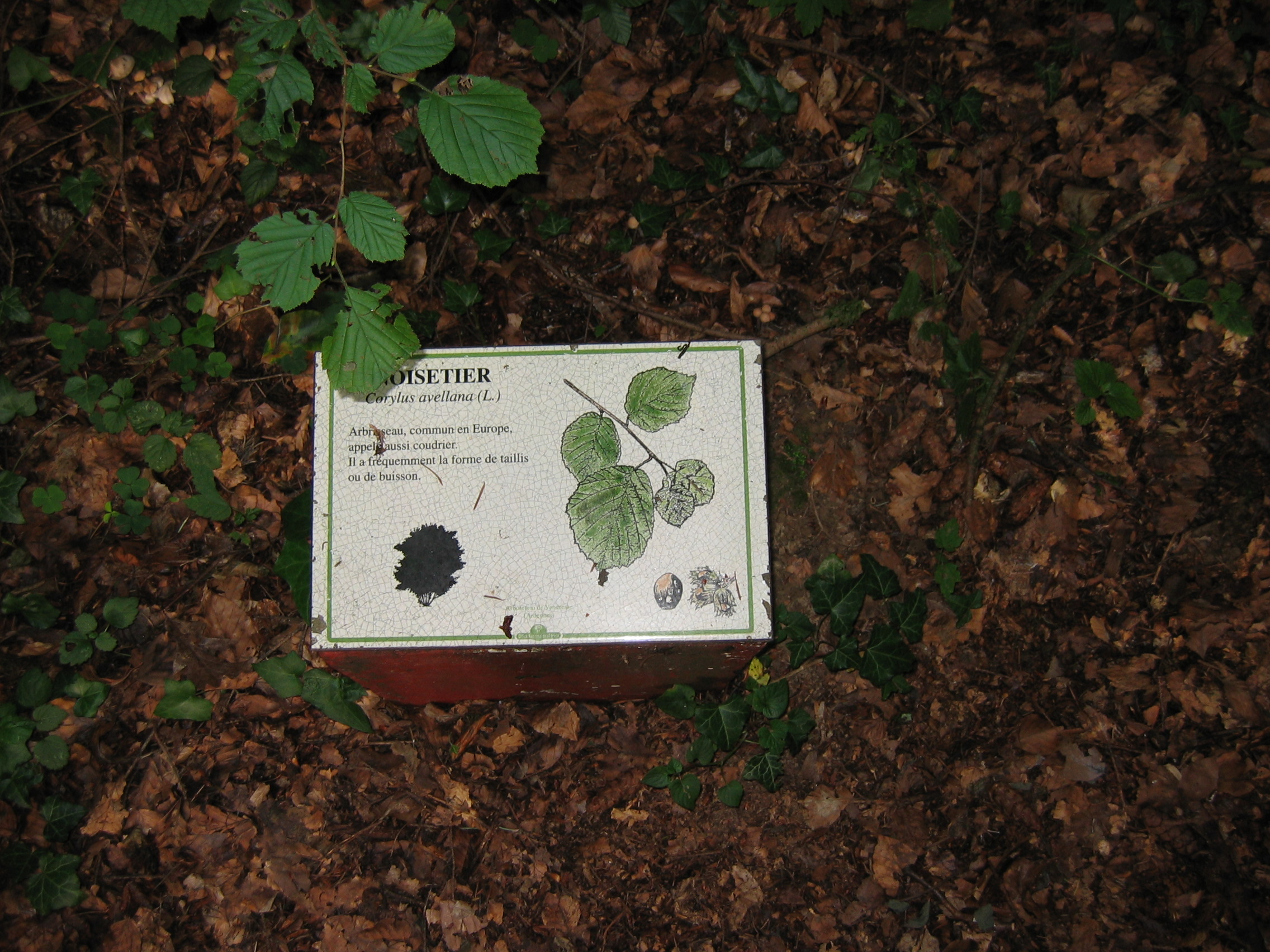
Corylus avellana.
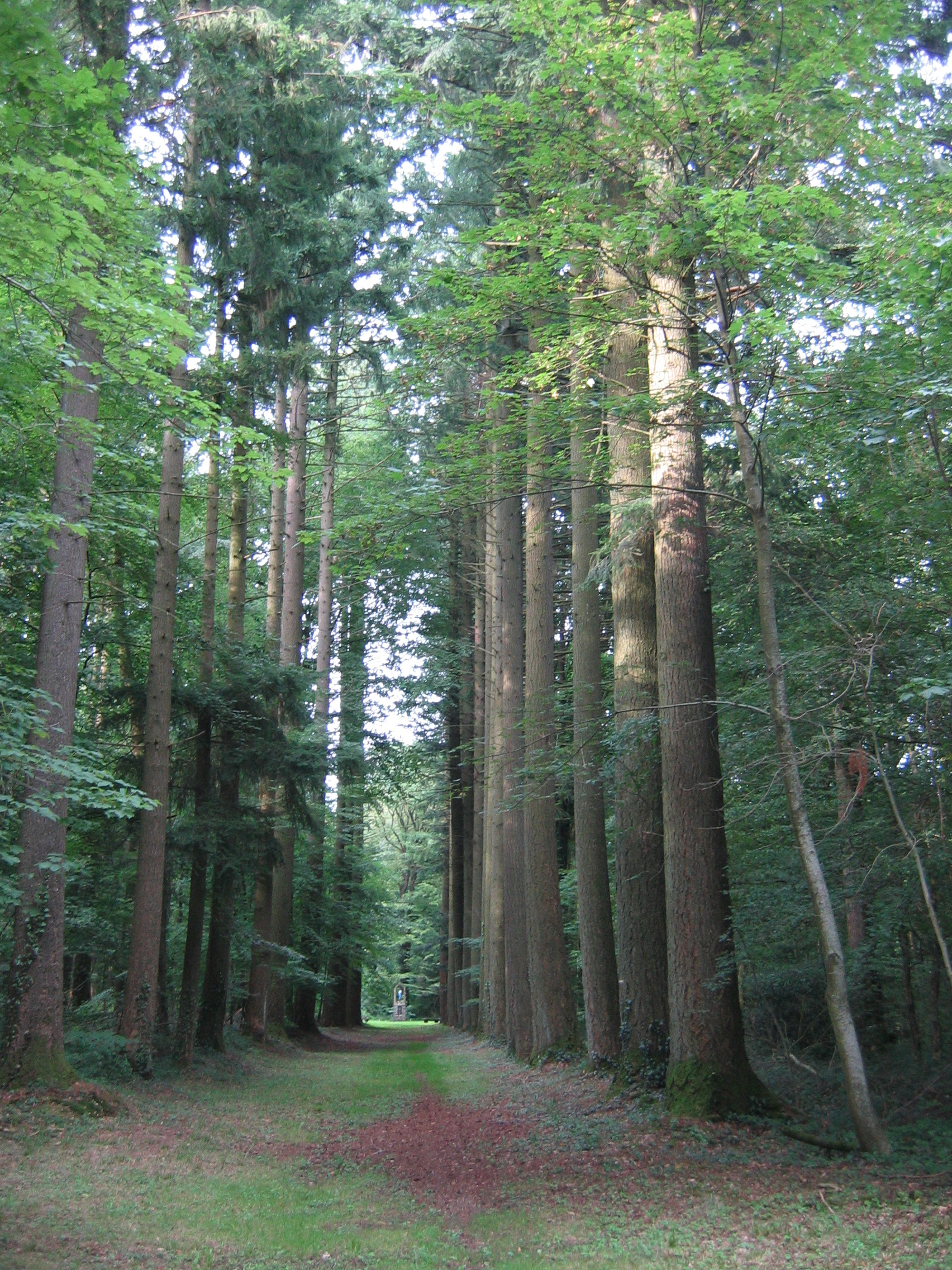
Avenida de abetos de Douglas.
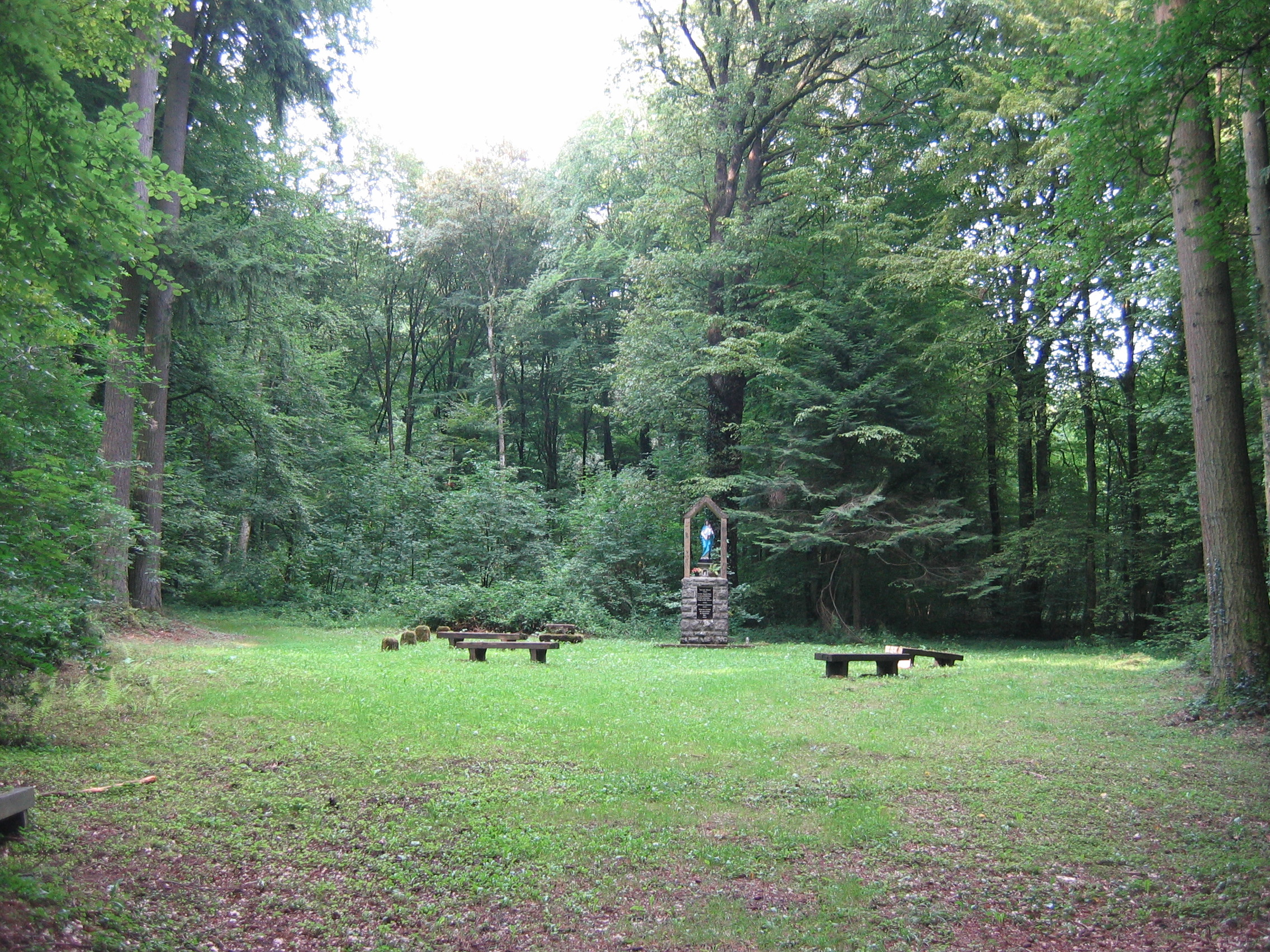
Oratorio y zona de descanso.

## Características
El arboretum es también notable por un camino de casi dos kilómetros de largo flanqueado en alameda por enormes ejemplares de abeto de Douglas (Pseudotsuga menziesii), también conocido como pino oregón, comentaba en 1996 Anne Fortier Kriegel. Estos árboles emiten de modo natural un ligero olor a hierba de limón. El camino desemboca en un claro, con un oratorio, "l’oratoire de la Vierge".
El "oratoire de la Vierge" fue construido en 1865. Una peregrinación tiene lugar cada año el segundo domingo de mayo.
También se puede encontrar en este arboreto de oxalis, geranios de los boques (de junio a agosto), y de hongos·, entre los cuales el Phallus impudicus es célebre por su fuerte olor.
Algunos árboles presentan una pintura de numeraciones, esto es parte de una parcela de observación fitosanitaria, creada en 1985 para estudiar la influencia de la lluvia ácida en los rodales de árboles de madera blanda.